# Annie Loebenstein

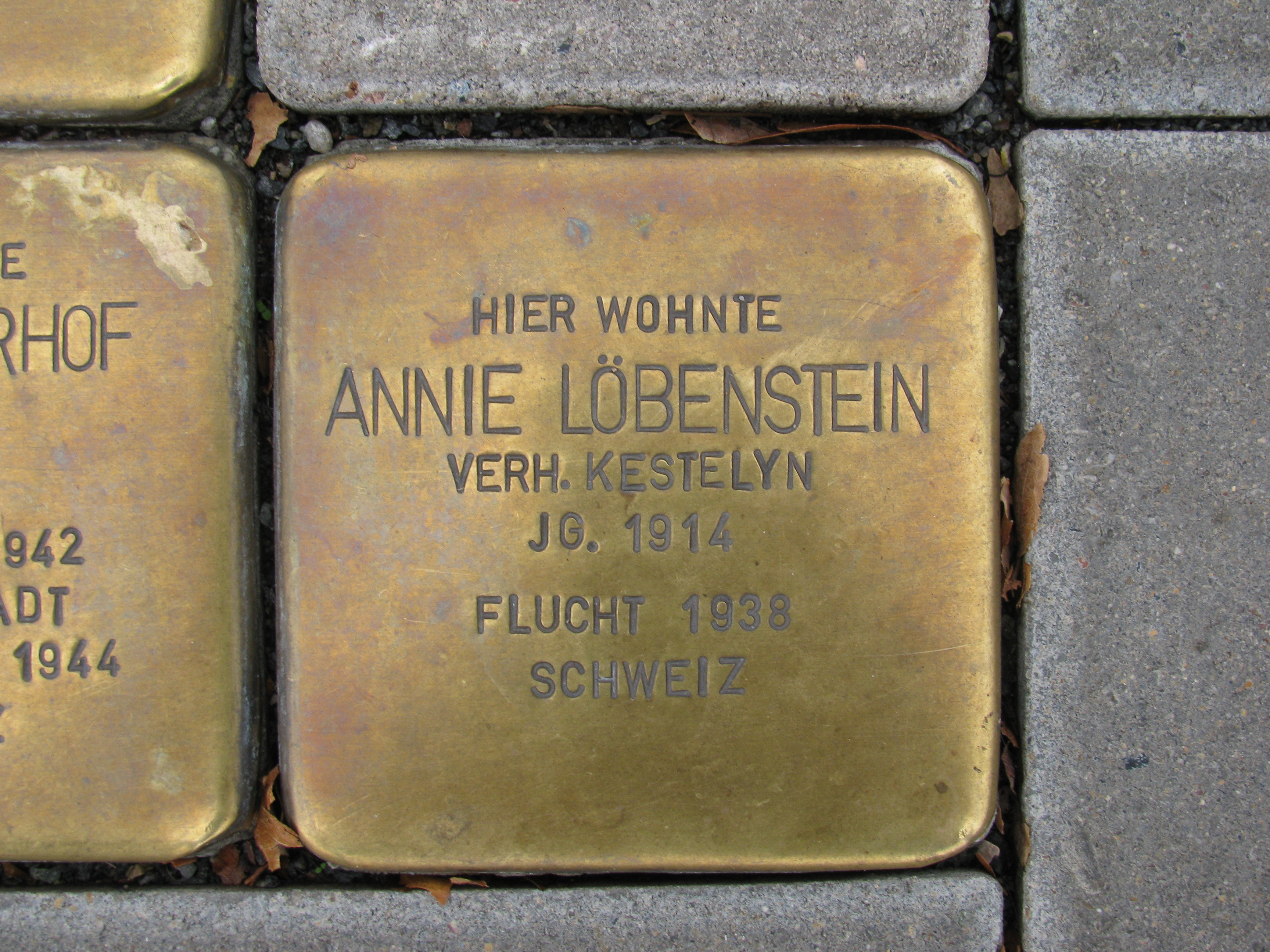
Stolperstein Annie Löbenstein in Hildesheim

Annie Loebenstein (* 12. März 1914 in Hildesheim, Deutschland; † 26. Oktober 2010 in Braine-l’Alleud, Belgien) war eine deutsche Chemikerin, Ingenieurin und Übersetzerin.

## Leben und Werk
Loebenstein war die Tochter von Edith Dux und Hans Loebenstein, der im Ersten Weltkrieg gefallen war. Als Tochter eines Frontkämpfers erhielt sie ein Stipendium und studierte, ebenso wie ihre Tante Klara Löbenstein, zunächst in Göttingen, so etwa bei dem Mathematiker Edmund Landau. 
Ihre Dissertation Eine Methode zum Austausch des leichten Wasserstoffs gegen Deuterium in schwerlöslichen Substanzen hatte sie in München bei dem Chemiker Hans Fromherz am Institut für Physikalische Chemie begonnen und 1939 bei August Leonhard Bernoulli in Basel abgeschlossen, da sie wegen ihrer jüdischen Herkunft von deutschen Universitäten verwiesen wurde. 
Als Wissenschaftlerin erstellte Loebenstein später an der Universität Freiburg im Üechtland zusammen mit Friedrich Dessauer Atomtafeln für Schulen und Labore. Sie lernte dort 1943 ihren späteren Mann, den belgischen Widerstandskämpfer Jean Kestelyn kennen, den sie 1948 als staatenlose Displaced Person heiratete. Das Paar hatte zwei Töchter.
In Belgien wurde Annie Loebenstein 1949 bei der ACEC (American Council of Engineering Companies) in Charleroi als Ingenieurin angestellt, aber 1955 entlassen, weil sie Mitglied in der Gewerkschaft Fédération générale du travail de Belgique war und ihr Mann in der kommunistischen Partei gewesen war.
Sie bildete sich weiter zur mehrsprachigen Sekretärin und arbeitete zehn Jahre für die Handelsvertretung der Deutschen Demokratischen Republik in Brüssel als Sprachenübersetzerin und später als Simultandolmetscherin. 1967 wurde sie als Deutschlehrerin an das Institut supérieur de traducteurs et interprètes berufen und unterrichtete dort 12 Jahre als Dozentin. Sie veröffentlichte bis 1956 ihre wissenschaftlichen Arbeiten und schrieb später Artikel über das Themenfeld des Übersetzens unter dem Namen Kestely-Loebenstein.
Annie Loebenstein starb im wallonischen Braine-L’Alleud im Alter von 96 Jahren. 

## Veröffentlichungen (Auswahl)
- Emission and conduction measurements on oxide cathodes. In: Applied Scientific Research, Section B. Band 6, Nr. 1, 1. Dezember 1957, S. 105–116, doi:10.1007/BF02920366.
- Heidegger und Hannah Arendt. Band LIII, Nr. 26. Aufbau, 1987, ISSN 0004-7813 (archive.org).